# Cenepakriget
Cenepakriget eller Alto Cenepa-kriget var en kortvarig militär konflikt, som Ecuador och Peru utkämpade under perioden 26 januari–28 februari 1995, då de slogs om kontrollen över den omtvistade gränsen. Båda staterna hade skrivit på gränsfördraget efter 1941 års krig, men Ecuador var ändå oense om förhållandena vid Cenepa och Paquisha, och 1960 förklarade Ecuador avtalet ogiltigt.
Den 26 oktober 1998 möttes Ecuadors president Jamil Mahuad och Perus president  Alberto Fujimori i Brasilia och skrev på fredsfördraget,